# Prémio Nadal
O Prémio Nadal de romance é um prémio literário comercial (concedido por editoras) atribuído anualmente desde 1944 à obra inédita escolhida pelas Edições Destino (pertencente ao Grupo Planeta desde o princípio dos anos 1990). É o prémio literário mais antigo de Espanha e foi atribuído a muitas das mais importantes figuras da Literatura espanhola do século XX. A cerimónia de entrega do prémio, atualmente no valor de 18 000 €, realiza-se a 6 de janeiro, no Dia de Reis, que desde 1958 se realiza no Hotel Ritz de Barcelona.
Desde a sua criação em 1944 até 2009, era também atribuído um segundo prémio, no valor de 9 000 € para o finalista, tendo este prémio sido substituído em 2010 pelo Prémio de romance Francisco Casavella. Desde 1968 que na mesma cerimónia se concede também o Prémio Josep Pla a obras em prosa em catalão sem limitações de género.
A primeira obra a receber o Prémio Nadal foi Nada, de Carmen Laforet, que se impôs na última ronda a En el pueblo hay caras nuevas, de Xosé María Álvarez Blázquez.
Depois das Edições Destino terem sido adquiridas pelo Grupo Planeta, no início dos anos 1990, o prémio tomou um rumo mais comercial, passando a ser otorgado a figuras destacadas e já consolidadas da literatura espanhola, abandonando-se a descoberta de novos valores literários, que até então tinha sido o sua principal alvo.
Entre as obras premiadas mais destacadas podem encontrar-se, além de Nada, de 1944, já mencionada, La sombra del ciprés es alargada (1947), de Miguel Delibes, El Jarama (1955), de Rafael Sánchez Ferlosio, Entre visillos (1957), de Carmen Martín Gaite, e La soledad era esto (1990), de Juan José Millás.
Outros autores prestigiados para cuja carreira literária o Prémio Nadal foi importante são Elena Quiroga (1950), Ana María Matute (1959), Ramiro Pinilla (1960), Álvaro Cunqueiro (1968) y Francisco Umbral (1975), Fernando Arrabal (1982), Manuel Vicent (1986), Alejandro Gándara (1992), Gustavo Martín Garzo (1999), Lorenzo Silva (2000) e Andrés Trapiello (2003).

## História
O Prémio Nadal foi instituído pela revista Destino, de Barcelona, em 1944, em homenagem à memória daquele que foi o seu redator-chefe, Eugenio Nadal Gaya, falecido nesse ano sem chegar a fazer 28 anos de idade. Eugenio Nadal catedrático de Literarura e tinha escrito um livro intitulado Cidades em Espanha e era autor de numerosos ensaios e artigos.
A primeira edição decorreu a 6 de janeiro de 1945, no já desaparecido Café Suizo da Rambla de Barcelona e só concorreram 26 obras, estando presentes apenas seis ou sete pessoas, entre colaboradores e amigos destes. Os membros do júri foram Ignacio Agustí, Joan Teixidor, José Vergés, Juan Ramón Masoliver, Álvaro Ruibal e Rafael Vázquez Zamora, este último atuando como secretário.

## Lista de premiados
- 1944 - Carmen Laforet, com Nada
- 1945 - José Félix Tapia, com La Luna ha entrado en casa
- 1946 - José María Gironella, com Un hombre
- 1947 - Miguel Delibes, com La sombra del ciprés es alargada
- 1948 - Sebastián Juan Arbó, com Sobre las piedras grises
- 1949 - José Suárez Carreño, com Las últimas horas
- 1950 - Elena Quiroga, com Viento del Norte
- 1951 - Luis Romero, com La noria
- 1952 - Dolores Medio, com Nosotros, los Rivero
- 1953 - Lluïsa Forrellad, com Siempre en capilla
- 1954 - Francisco José Alcántara, com La muerte le sienta bien a Villalobos
- 1955 - Rafael Sánchez Ferlosio, com El Jarama
- 1956 - José Luis Martín Descalzo, com La frontera de Dios
- 1957 - Carmen Martín Gaite, com Entre visillos
- 1958 - José Vidal Cadellans, com No era de los nuestros
- 1959 - Ana María Matute, com Primera memoria
- 1960 - Ramiro Pinilla, com Ciegas hormigas
- 1961 - Juan Antonio Payno, com El curso
- 1962 - José María Mendiola, com Muerte por fusilamiento
- 1963 - Manuel Mejía Vallejo, com El día señalado
- 1964 - Alfonso Martínez Garrido, com El miedo y la esperanza
- 1965 - Eduardo Caballero Calderón, com El buen salvaje
- 1966 - Vicente Soto, com La zancada
- 1967 - José María Sanjuán, com Réquiem por todos nosotros
- 1968 - Álvaro Cunqueiro, com Un hombre que se parecía a Orestes
- 1969 - Francisco García Pavón, com Las hermanas coloradas
- 1970 - Jesús Fernández Santos, com Libro de las memorias de las cosas
- 1971 - José María Requena, com El cuajarón
- 1972 - José María Carrascal, com Groovy
- 1973 - José Antonio García Blázquez, com El rito
- 1974 - Luis Gasulla, com Culminación de Montoya
- 1975 - Francisco Umbral, com Las ninfas
- 1976 - Raúl Guerra Garrido, com Lectura insólita de "El Capital"
- 1977 - José Asenjo Sedano, com Conversación sobre la guerra
- 1978 - Germán Sánchez Espeso, com Narciso
- 1979 - Carlos Rojas, com El ingenioso hidalgo y poeta Federico García Lorca asciende a los infiernos
- 1980 - Juan Ramón Zaragoza, com Concerto grosso
- 1981 - Carmen Gómez Ojea, com Cantiga de agüero
- 1982 - Fernando Arrabal, com La torre herida por el rayo
- 1983 - Salvador García Aguilar, com Regocijo en el hombre
- 1984 - José Luis de Tomás, com La otra orilla de la droga
- 1985 - Pau Faner, com Flor de sal
- 1986 - Manuel Vicent, com Balada de Caín
- 1987 - Juan José Saer, com La ocasión
- 1988 - Juan Pedro Aparicio, com Retratos de ambigú
- 1989 - Não foi concedido
- 1990 - Juan José Millás, com La soledad era esto
- 1991 - Alfredo Conde, com Los otros días
- 1992 - Alejandro Gándara, com Ciegas esperanzas
- 1993 - Rafael Argullol, com La razón del mal
- 1994 - Rosa Regàs, com Azul
- 1995 - Ignacio Carrión, com Cruzar el Danubio
- 1996 - Pedro Maestre, com Matando dinosaurios con tirachinas
- 1997 - Carlos Cañeque, com Quién
- 1998 - Lucía Etxebarría, com Beatriz y los cuerpos celestes
- 1999 - Gustavo Martín Garzo, com Las historias de Marta y Fernando
- 2000 - Lorenzo Silva, com El alquimista impaciente
- 2001 - Fernando Marías, com El niño de los coroneles
- 2002 - Ángela Vallvey, com Los estados carenciales
- 2003 - Andrés Trapiello, com Los amigos del crimen perfecto
- 2004 - Antonio Soler, com El camino de los ingleses
- 2005 - Pedro Zarraluki, com Un encargo difícil
- 2006 - Eduardo Lago, com Llámame Brooklyn
- 2007 - Felipe Benítez Reyes, com Mercado de espejismos
- 2008 - Francisco Casavella, com Lo que sé de los vampiros
- 2009 - Maruja Torres, com Esperadme en el cielo
- 2010 - Clara Sánchez, com Lo que esconde tu nombre
- 2011 - Alicia Giménez Bartlett, com Donde nadie te encuentre
- 2012 - Álvaro Pombo, com El temblor del héroe
- 2013 - Sergio Vila-Sanjuán, com Estaba en el aire
- 2014 - Carmen Amoraga, com La vida era eso
- 2015 - José C. Vales, com Cabaret Biarritz
- 2016 - Víctor del Árbol, com La víspera de casi todo
- 2017 - Care Santos, com Media vida
- 2018 - Alejandro Palomas, com Un amor
- 2019 - Guillermo Martínez, com Los crímenes de Alicia
- 2020 - Ana Merino, com El mapa de los afectos
- 2021 - Najat El Hachmi, com El lunes nos querrán

## Lista de finalistas
- 1944 - José María Álvarez Blázquez, com En el pueblo hay caras nuevas
- 1945 - Francisco García Pavón, com Cerca de Oviedo
- 1946 - Eulalia Galvarriato, com Cinco sombras y Luis Manteiga, com Un hombre a la deriva
- 1947 - Ana María Matute, com Los Abel, Rosa María Cajal, com Juan Risco y Juan Manuel Pombo Angulo, com Hospital General
- 1948 - Manuel Mur Oti, com Destino negro y Antonio Rodríguez Huescar, com Vida con una diosa
- 1949 - Carlos de Santiago, com El huerto de Pisadiel
- 1950 - Francisco Montero Galvache, com El mar está solo
- 1951 - Tomás Salvador, com Historias de Valcanillo, José María Jové, com Mientras llueve en la tierra y José Antonio Giménez Arnau, com De pantalón largo
- 1952 - Severiano Fernández Nicolás, com La ciudad sin horizonte y Vicente Risco, com La puerta de paja
- 1953 - Alejandro Núñez Alonso, com La gota de mercurio
- 1954 - Ángel Oliver, com Días turbulentos
- 1955 - Héctor Vázquez-Azpiri, com Víbora
- 1956 - Jesús López Pacheco, com Central eléctrica
- 1957 - Lauro Olmo, com Ayer, 27 de octubre
- 1958 - Claudio Bassols, com El carnaval de los gigantes
- 1959 - Armando López Salinas, com La mina
- 1960 - Gonzalo Torrente Malvido, com Hombres varados
- 1961 - Pedro Antoñana, com La cuerda rota
- 1962 - Manuel Barrios, com El crimen
- 1963 - Mariano Viguera, com Coral
- 1964 - Manuel Barrios, com La espuela
- 1965 - Juan Farias, com Los buscadores de agua
- 1966 - Carmelo M. Lozano, com Gambito de alfil de rey
- 1967 - Francisco García Pavón, com El reinado de Witiza
- 1968 - Eduardo García, com Sede vacante
- 1969 - Luis Ricardo Alonso, com El candidato
- 1970 - Gabriel García-Badell, com De las Armas de Montemolín
- 1971 - Gustavo Álvarez de Gardeazábal, com Dabeiba
- 1972 - Gabriel García-Badell, com Las cartas cayeron boca abajo y Bernardo Víctor Carande, com Suroeste
- 1973 - Gabriel García-Badell, com Funeral por Francia y Aquilino Duque, com El mono azul
- 1974 - Guillermo Ariel Ramón Carrizo, com Crónica sin héroes
- 1975 - Manuel Villar Raso, com Mar ligeramente Sur
- 1976 - Emilio Mansera Conde, com La crisopa
- 1977 - Gabriel García-Badell, com La zarabanda
- 1978 - Manuel Vicent, com El anarquista coronado con adelfas y Rocío Vélez de Piedrahita, com Terrateniente
- 1979 - Manuel Vicent, com Ángeles o neófitos y Gabriel García-Badell, com Nuevo auto de fe
- 1980 - Ramón Eiroa, com Notas para la aclaración de un suicidio y Jorge González Aranguren, com En otros parques donde estar ardiendo
- 1981 - Alfonso Zapater, com El accidente y Juan Luis González Ripoll, com El dandy del lunar
- 1982 - José Luis Aguirre, com La excursión
- 1983 - José Avello Flórez, com La subversión de Beti García
- 1984 - Telmo Herrera, com Papá murió hoy
- 1985 - Vicente Sánchez Pinto, com Los desiertos del amor
- 1986 - Horacio Vázquez-Rial, com Historia del Triste y Rafael Humberto Moreno-Durán, com Los felinos del Canciller
- 1987 - José Ferrater Mora, com El juego de la verdad
- 1988 - Jesús Carazo, com Los límites del paraíso
- 1989 - Não foi concedido
- 1990 - Pedro Crespo García, com El cuaderno de Forster
- 1991 - Mariano Arias, com El silencio de las palabras
- 1992 - Jesús Díaz, com Las palabras perdidas
- 1993 - Jorge Ordaz, com La perla del Oriente
- 1994 - José Ángel Mañas, com Historias del Kronen
- 1995 - Félix Bayón, com Adosados
- 1996 - Juana Salabert, com Arde lo que será
- 1997 - Lorenzo Silva, com La flaqueza del bolchevique
- 1998 - Ignacio García-Valiño, com La caricia del escorpión
- 1999 - Lilian Neuman, com Levantar ciudades
- 2000 - José Carlos Somoza, com Dafne desvanecida
- 2001 - Lola Beccaria, com La luna en Jorge
- 2002 - José Luis de Juan, com Kaleidoscopio
- 2003 - David Torres, com El gran silencio
- 2004 - Javier Puebla, com Sonríe Delgado
- 2005 - Nicolás Casariego, com Cazadores de luz
- 2006 - Marta Sanz, com Susana y los viejos
- 2007 - Carmen Amoraga, com Algo tan parecido al amor
- 2008 - Eva Díaz Pérez, com El Club de la Memoria
- 2009 - Rubén Abella, com El libro del amor esquivo

En 2010 acabou o prémio de finalista para se criar o Prémio Francisco Casavella.